# Sykkylven
Sykkylven er en kommune i Møre og Romsdal fylke i Norge. Den grænser i øst til Stordal og Stranda og i sydvest til Ørsta. Nord for Storfjorden ligger kommunene Ålesund, Skodje og Ørskog. Dalstrøget Velledalen ligger i kommunen.

## Erhvervsliv
Hovederhvervet i Sykkylven er industri, med hovedvægt på møbelindustri. De mest kendte fabrikker er Ekornes, Scandinor ANS, Hjellegjerde, Brunstad og L.K. Hjelle